# Itatiaiuçu
Itatiaiuçu é um município brasileiro do estado de Minas Gerais, na Região Metropolitana de Belo Horizonte.
Localizado em plena Cordilheira do Espinhaço, nas encostas da Serra do Itatiaiuçu, na Zona Metalúrgica, o município, com 267 quilômetros quadrados, tem como principal atividade econômica a mineração de ferro.
É, também, grande produtor de hortifrutigranjeiros além de possuir pecuária de corte e leite. Num clima temperado tendendo para o frio, a cidade-sede está a 890 metros de altitude e a 70 quilômetros de Belo Horizonte, localizada às margens da BR-381 (Rodovia Fernão Dias), que liga o estado de Minas Gerais ao estado de São Paulo.
O município é dividido em 8 povoados e dois distritos: Santa Terezinha de Minas e Pinheiros.

## Toponímia
"Itatiaiuçu" é um vocábulo tupi que significa "grande pedra pontuda", através da junção dos termos itá ("pedra"), atîaî ("pontudo") e usu ("grande").

## História
Descoberta meados de 1670, suas origens relatadas ligam-se à chegada dos bandeirantes paulistas na região que, vencidos na guerra dos Emboabas, em 1710 embrenharam-se pelos sertões do oeste da província, liderados por Borba Gato, em busca do ouro da serra do Itatiaiuçu.
A região foi historicamente habitada por povos indígenas, favorecidos pela abundância de recursos naturais, como rios, matas densas e diversidade de fauna, que proporcionavam condições propícias para caça, pesca e coleta. Evidências arqueológicas reforçam essa ocupação, como demonstrado por escavações realizadas nas proximidades da estrada Itaúna–Divinópolis, onde foram encontrados diversos artefatos indígenas, incluindo contas, machados de pedra e fragmentos de cerâmica.
No contexto do bandeirantismo, expedições partiram de São Paulo rumo ao interior do Brasil no século XVIII em busca de metais preciosos, destacou-se a expedição liderada por Fernão Dias Pais, que partiu em 21 de junho de 1674 e contou com a participação de sertanistas experientes, como seu genro Manoel de Borba Gato e seu filho Garcia Rodrigues. Além da busca por riquezas minerais, a expedição contribuiu para o povoamento da região, sendo a descoberta de Itatiaiuçu diretamente ligada ao interesse dos portugueses pela exploração do ouro na área.
A história de Itatiaiuçu, propriamente dita, começa quando Bartolomeu Bueno de Siqueira, bandeirante, saindo da região dos campos em frente ao Itatiaia, parecendo-lhe ver nos recortes da serra do Morro Velho Itacolomi, só conseguiu certificar-se que estava enganado. Recordou-se então que em Santana do Paraopeba era corrente entre os índios, a notícia de uma serra chamada Itatiaia. Assim no ano de 1963 era descoberta Itatiayussú (assim foi escrito por vários anos) que na linguagem indígena significa Pedra/Pontada ou Denteada/Grande. Esta terra viria anos mais tarde a ser explorada principalmente por paulistas e portugueses devido a presença de ouro.

## Geografia
- Localização: Central
- Área: 295,64 km
- Altitude:
  - Máxima: 1334 m
  - Local: Pico do Itatiaiuçu
  - Mínima:  993 m
  - Local: Represa de Benfica
  - Ponto central da cidade: 880m
- Temperatura:
  - Média anual: 20,5 C
  - Média anual máxima: 27,8 C
  - Média mínima anual: 14,2 C
- Índice médio pluviométrico anual: 1480 mm
- Relevo:
  - Topografia: %
  - Plano 5
  - Ondulado 80
  - Motanhoso: 15
- Principais rios:
  - Rio Veloso
  - Rio São João
  - Ribeirão Itatiaia
- Bacia: Bacia Rio São Francisco

## População
| Anos | Urbana | Rural | Total |
| ---- | ------ | ----- | ----- |
| 1970 | 1.543  | 3.787 | 5.330 |
| 1980 | 2.077  | 3.349 | 5.426 |
| 1991 | 3.735  | 3.631 | 7.366 |
| 2000 | 5.018  | 3.490 | 8.508 |

## Atividades econômicas
Principais empresas industriais classificadas segundo o número de empregados (2000).
- Extração de minerais metálicos
  - Ferrous[15]